# Lester Eriksson
Lester Eriksson, född 16 november 1942 i Nynäshamn, död 26 oktober 2021 i Mogán, Gran Canaria, Kanarieöarna, var en svensk elitsimmare med frisim som specialitet. Han satte flera svenska rekord och tog 17 individuella svenska SM-guld.

## Simkarriär i tre faser
Eriksson växte upp i Nynäshamn och började simträna där på 1950-talet, först för att slå sin storebror och senare följde lillasystern upp. Han deltog i sitt första SM 1958, där han tog sig till final. Militärtjänst i Umeå som beriden jägare med mycket skidåkning kom emellan, men han kunde återkomma med uppövad fysisk styrka.
Hans teknik förbättrades av Neptuns tränare Åke Johansson och träningsmängden ökades till 2.500 meter om dagen 1964. Eriksson blev uttagen och deltog i OS i Tokyo 1964 och Mexico 1968 i sju grenar.  Det bästa resultatet blev en femteplats på lagkappen 4×200 m fritt 1964. Vid tävlingar i Bremen 1967 satte han samma dag tre svenska rekord, på 100, 200 och 400 m fritt.
På äldre dar tog lusten till simning fart igen och han deltog som veteran i Masters. Han deltog i SM/NM i Borås och lyckades vinna 100 m och komma tvåa på 200 m fritt i sin åldersklass. Tiden låg dock på 1 min 19 s mot 54,5 s, när det begav sig på 1960-talet. Sommaren 2012 deltog han i veteran-VM i Riccione, Italien och blev femma i lagkappen.

## Travkarriär
Efter avslutad elitsimmarkarriär var Eriksson amatörtränare, travkusk och uppfödare av travhästar på Ådö säteri, Upplands-Bro. Familjeföretaget kan ståta med segrar på Solvalla i fyra generationer. 